# Begraafplaats van Hérinnes
De Begraafplaats van Hérinnes is een gemeentelijke begraafplaats in het Belgische dorp Hérinnes, een deelgemeente van Pecq in de provincie Henegouwen. De begraafplaats ligt ongeveer 400 m ten noorden van de Sint-Aldegondekerk langs de weg naar Pottes.

## Britse oorlogsgraven
Op de begraafplaats liggen 11 Britse gesneuvelden uit de Eerste Wereldoorlog waaronder 1 niet geïdentificeerde. Ze liggen verdeeld in twee perken. Alle slachtoffers vielen in de maanden oktober en november 1918 tijdens het geallieerde eindoffensief. De graven worden onderhouden door de Commonwealth War Graves Commission en staan daar geregistreerd als Herinnes Communal Cemetery.